# 长臀刀鲇
长臀刀鲇（学名：Platytropius longianlis）为刀鲇科刀鲇属的鱼类，俗名绸子鱼。在中国，分布于澜沧江下游水系等。该物种的模式产地在云南。